# Anifer Erklärung
Die Anifer Erklärung war die Entbindung der bayerischen Beamten und Soldaten vom Treueid auf den König durch König Ludwig III. Sie erfolgte am 12. November 1918 nach der Ausrufung des Freistaats Bayern im Wasserschloss Anif bei Salzburg und wurde am 13. November in München verkündet.

## Geschichte
König Ludwig III. war angesichts der Revolution in Bayern zuerst zum Schloss Wildenwart, dann an den Hintersee in Ramsau bei Berchtesgaden und schließlich nach Österreich ins Schloss Anif bei Salzburg geflüchtet, da weder in München noch auf Schloss Wildenwart oder am Hintersee die Sicherheit des Königs gewährleistet war. Das Anifer Schloss befand sich im Besitz des bayerischen Reichsrats Ernst Graf von Moy.
Ludwig III. bestellte am 12. November 1918 den ehemaligen Vorsitzenden des Ministerrates, Otto von Dandl zu sich nach Schloss Anif bei Salzburg. Dandl verlangte vom König den Thronverzicht. Dazu war Ludwig nicht bereit. Er entband aber an diesem Tag die bayerischen Beamten und Soldaten von dem auf ihn geleisteten Treueid, da er nicht mehr in der Lage sei, die Regierung weiter zu führen. Mit dieser Anifer Erklärung kehrte Dandl am 13. November 1918 nach München zurück. Die neue bayerische Regierung von Kurt Eisner (USPD) veröffentlichte diese Erklärung am 13. November 1918 zusammen mit einer Erläuterung, in der sie vom „Thronverzicht“ des Königs Kenntnis nahm. Tatsächlich aber haben weder der König noch andere Mitglieder des Hauses Wittelsbach jemals auf den bayerischen Thron verzichtet.
Das Originaldokument ist heute verschollen. Laut Bericht des bayerischen Monarchisten Erwein von Aretin hatte der damalige Innenminister Erhard Auer (MSPD) aus Misstrauen gegenüber Eisner die Erklärung Ludwigs bei sich behalten. Bei der Verwüstung seiner Wohnung während des Hitlerputsches ging das Original verloren. Im Bestand „Außenministerium“ des Bayerischen Hauptstaatsarchivs befindet sich lediglich eine maschinenschriftliche Abschrift mit der von Kurt Eisner handschriftlich ergänzten Interpretation als Thronverzicht.

## Wortlaut
Zeit meines Lebens habe ich mit dem Volk und für das Volk gearbeitet. Die Sorge für das Wohl meines geliebten Bayern war stets mein höchstes Streben.
Nachdem ich infolge der Ereignisse der letzten Tage nicht mehr in der Lage bin die Regierung weiterzuführen, stelle ich allen Beamten, Offizieren und Soldaten die Weiterarbeit unter den gegebenen Verhältnissen frei und entbinde sie des mir geleisteten Treueides.
Anif den 13. November 1918.
Ludwig